# Si somos americanos
Si somos americanos es el primer álbum de estudio oficial de la banda chilena Inti-Illimani, grabado en La Paz, Bolivia, y publicado el año 1969.
El 1 de julio de 2003, en torno a múltiples reediciones y remasterizaciones de los discos LP de Inti-Illimani, el sello Warner Music Chile reeditó en formato CD el álbum Canto al programa, del año 1970, incluyéndose Si somos americanos como temas adicionales.

## Lista de canciones[4]
| N.º   | Título                                           | Escritor(es)                         | Duración |  |
| 1.    | «Si somos americanos»                            | Rolando Alarcón                      | 1:42     |  |
| 2.    | «Huajra» (o «Danza del maíz maduro»)             | Atahualpa Yupanqui                   | 3:05     |  |
| 3.    | «El canelazo»                                    | popular ecuatoriana                  | 2:41     |  |
| 4.    | «Estoy de vuelta»                                | César Perdiguero, Fernando Portal    | 2:24     |  |
| 5.    | «Juanito Laguna remonta un barrilete»            | Hamlet Lima Quintana, René Cosentino | 4:05     |  |
| 6.    | «La lágrima»                                     | popular boliviana                    | 3:10     |  |
| 7.    | «Sed de amor»                                    | Miguel Ángel Valda                   | 3:07     |  |
| 8.    | «Zamba de los humildes» (o «La de los humildes») | Armando Tejada Gómez, Óscar Matus    | 3:17     |  |
| 9.    | «Lunita camba»                                   | Percy Ávila                          | 1:44     |  |
| 10.   | «La Naranja»                                     | popular ecuatoriana                  | 1:58     |  |
| 11.   | «Voy a remontar los montes»                      | popular                              | 3:34     |  |
| 12.   | «Lárgueme la manga»                              | Efraín Navarro                       | 3:18     |  |
| 34:05 |                                                  |                                      |          |  |

## Créditos
Inti-Illimani
- Homero Altamirano: quena, voz
- Max Berrú: voz, bombo
- Jorge Coulón: voz, guitarra
- Horacio Durán: charango, voz
- Ernesto Pérez de Arce: quena, voz
- Horacio Salinas: guitarra, voz